# ببغاء أرجواني الذيل
الببغاء ذو الذيل الأرجواني أو ببغاء أرجواني الذيل، هو نوع من الببغاء من فصيلة الببغائية. ينتشر في كولومبيا وغيانا الفرنسية وغيانا وسورينام وترينيداد وتوباغو وفنزويلا. موائلها الطبيعية هي غابات الأراضي المنخفضة شبه الاستوائية أو الاستوائية والغابات الجبلية الرطبة شبه الاستوائية .

## التصنيف
وُصف الببغاء ذو الذيل الأرجواني من قبل العالم الموسوعي الفرنسي جورج دي بوفون عام 1780 في كتابه (التاريخ الطبيعي للطيور: Histoire Naturelle des Oiseaux).  رُسم الببغاء أيضًا في لوحة ملونة يدويًا من قبل عالم الطبيعة الفرنسي فرانسوا نيكولا مارتينيه في كتابه (لوحات مضيئة من التاريخ الطبيعي: Planches Enluminées D'Histoire Naturelle).  لم يذكر كلا العالمين بوفون وفرانسوا في كتابيهما إسمًا علميًا لهذا النوع من الببغاء، ولكن في عام 1783 صاغ عالم الطبيعة الهولندي بيتر بوديرت الاسم العلمي Psittaca batavica في كتابه (لوحات مضيئة:Planches Enluminées) . 
يصنف اليوم الببغاء أرجواني الذيل في جنس الببغاء الصغير الذي قدمه عالم الحيوان الإنجليزي جورج روبرت جراي في عام 1855.   ويعتبر هذا الببغاء من الأنواع أحادية النمط.  اشتق اسم الجنس من لغة توبي المنقرضة التي كان يتحدث بها السكان الأصليون في البرازيل: توي إيتي تعني "حقًا ببغاء صغير". 